# Ardisia anchicayana
Ardisia anchicayana är en viveväxtart som beskrevs av Ricketson och Pipoly. Ardisia anchicayana ingår i släktet Ardisia och familjen viveväxter. Inga underarter finns listade i Catalogue of Life.